# Francis Rion
Francis Rion (Dalhem, 1933. június 10. – 2022. november 3.) belga nemzetközi labdarúgó-játékvezető. Teljes neve: Francis Jean Elisa Rion.

## Pályafutása

### Nemzeti játékvezetés
A küldési gyakorlat szerint rendszeres partbírói tevékenységet is végzett. Az I. Liga játékvezetőjeként 1981-ben vonult vissza.

#### Nemzeti kupamérkőzések
Vezetett kupadöntők száma: 3.

##### Belga labdarúgókupa
| Időpont          | Helyszín                 | Mérkőzés típusa | Mérkőzés                      | Eredmény | Nézők száma |
| ---------------- | ------------------------ | --------------- | ----------------------------- | -------- | ----------- |
| 1976. június 6.  | Heizel Stadion, Brüsszel | döntő           | RSC Anderlecht–Lierse SK      | 4 – 0    | 40 000      |
| 1977. június 12. | Heizel Stadion, Brüsszel | döntő           | Club Brugge KV–RSC Anderlecht | 4 – 3    | 55 000      |
| 1979. június 10. | Heizel Stadion, Brüsszel | döntő           | Beerschot VAV– Club Brugge KV | 1 – 0    | 42 000      |

### Nemzetközi játékvezetés
A Belga labdarúgó-szövetség Játékvezető Bizottsága (JB) terjesztette fel nemzetközi játékvezetőnek, a Nemzetközi Labdarúgó-szövetség (FIFA) 1974-től tartotta nyilván bírói keretében. Több válogatott és nemzetközi klubmérkőzést vezetett, vagy működő társának partbíróként segített. A belga nemzetközi játékvezetők rangsorában, a világbajnokság-Európa-bajnokság sorrendjében többedmagával a 17. helyet foglalja el 4 találkozó szolgálatával. Az aktív nemzetközi játékvezetéstől 1981-ben vonult vissza. Válogatott mérkőzéseinek száma: 8.

#### Labdarúgó-világbajnokság
A világbajnoki döntőhöz vezető úton Argentínába a XI., az 1978-as labdarúgó-világbajnokságra a FIFA JB játékvezetőként alkalmazta. A FIFA JB elvárása szerint, ha nem vezetett, akkor partbíróként tevékenykedett. Két csoportmérkőzésen 2. számú besorolást kapott.
Világbajnokságon vezetett mérkőzéseinek száma:  1 + 2 (partbíró).

##### 1978-as labdarúgó-világbajnokság

###### Selejtező mérkőzés
| Időpont              | Helyszín                      | Mérkőzés típusa           | Mérkőzés             | Eredmény | Nézők száma |
| -------------------- | ----------------------------- | ------------------------- | -------------------- | -------- | ----------- |
| 1976. szeptember 8.  | Ullevaal Stadion, Oslo        | előselejtező (6. csoport) | Norvégia–Svájc       | 1 : 0    | 15 024      |
| 1977. szeptember 21. | Hampden Park Stadion, Glasgow | előselejtező (7. csoport) | Skócia–Csehszlovákia | 3 : 1    | 85 000      |

###### Világbajnoki mérkőzés
| Időpont          | Helyszín                         | Mérkőzés típusa              | Mérkőzés             | Eredmény | Nézők száma |
| ---------------- | -------------------------------- | ---------------------------- | -------------------- | -------- | ----------- |
| 1978. június 18. | Monumental Stadion, Buenos Aires | csoportmérkőzés (A. csoport) | Olaszország–Ausztria | 1 : 0    | 50 000      |

#### Labdarúgó-Európa-bajnokság
Az európai-labdarúgó torna döntőjéhez vezető úton Olaszországba a VI., az 1980-as labdarúgó-Európa-bajnokságra az UEFA JB játékvezetőként foglalkoztatta.

##### 1980-as labdarúgó-Európa-bajnokság

###### Selejtező mérkőzés
| Időpont              | Helyszín                       | Mérkőzés típusa           | Mérkőzés                | Eredmény | Nézők száma |
| -------------------- | ------------------------------ | ------------------------- | ----------------------- | -------- | ----------- |
| 1978. szeptember 20. | Lansdowne Road Stadion, Dublin | előselejtező (1. csoport) | Írország–Észak-Írország | 0 : 0    | 46 000      |